# شوريك (تشايبارة)
شوريك (بالفارسية: شوریک) هي قرية تقع في قسم بسطام الريفي (مقاطعة تشايبارة) في إيران. يقدر عدد سكانها بـ 241 نسمة .